# Långrasket
Långrasket är en ö i Åland (Finland). Den ligger i Skärgårdshavet och i kommunen Vårdö i landskapet Åland, i den sydvästra delen av landet. Ön ligger omkring 42 kilometer nordöst om Mariehamn och omkring 240 kilometer väster om Helsingfors.
Öns area är 30,8 hektar och dess största längd är 1,2 kilometer i nord-sydlig riktning.